# Fabrício Santos
Fabrício do Rosário dos Santos (Cachoeira do Sul, 8 ottobre 2000) è un calciatore brasiliano, attaccante del Vitória.

## Caratteristiche tecniche
Attaccante centrale, può essere utilizzato anche come ala offensiva grazie alla sua velocità.

## Carriera

### Club
Ha iniziato a giocare a calcio nel San Paolo-RS per poi passare al Brasil de Pelotas nel 2018. Il 21 marzo 2019 ha fatto il suo esordio in prima squadra, nell'incontro del Campionato Gaúcho pareggiato 3-3 contro il Veranópolis e pochi mesi dopo è stato ceduto in prestito al Grêmio, che lo ha assegnato alla propria formazione Under-20. Nel febbraio del 2020 è stato acquistato a titolo definitivo ed il 7 settembre seguente ha debuttato in Série A nell'incontro pareggiato 1-1 contro l'Atl. Goianiense. Nel 2021 ha fatto ritorno in prestito al Brasil de Pelotas ed il 19 giugno ha segnato il suo primo gol in carriera nell'incontro di Série B vinto 2-1 contro il Goiás.
Il 27 agosto 2021 è stato ceduto in prestito al Celta Vigo, che lo ha assegnato alla propria seconda squadra in Primera División RFEF. Il 29 agosto dell'anno successivo è stato acquistato a titolo definitivo dal Levante che lo ha lasciato in prestito al Castellón per tutta la stagione. Rientrato a Valencia, ha debuttato con il club rossoblù l'8 settembre nell'incontro di Segunda División perso 4-1 contro l'Espanyol, ed ha segnato il suo primo gol due settimane più tardi contro l'Eldense.
L'11 gennaio 2025 è tornato in Brasile dove ha firmato un contratto con il Vitória, club di prima divisione.

### Nazionale
Ha giocato nella nazionale brasiliana Under-17.

## Statistiche

### Presenze e reti nei club
Statistiche aggiornate al 28 aprile 2025.
| Stagione                 | Squadra                  | Campionato               | Campionato | Campionato | Coppe nazionali | Coppe nazionali | Coppe nazionali | Coppe continentali | Coppe continentali | Coppe continentali | Altre coppe | Altre coppe | Altre coppe | Totale | Totale | Totale |
| Stagione                 | Squadra                  | Comp                     | Pres       | Reti       | Comp            | Pres            | Reti            | Comp               | Pres               | Reti               | Comp        | Pres        | Reti        | Pres   | Reti   |        |
| ------------------------ | ------------------------ | ------------------------ | ---------- | ---------- | --------------- | --------------- | --------------- | ------------------ | ------------------ | ------------------ | ----------- | ----------- | ----------- | ------ | ------ | ------ |
| 2019                     | Brasil de Pelotas        | PD/RS+B                  | 3+1        | 0          | CB              | 2               | 0               | -                  | -                  | -                  | -           | -           | -           | 6      | 0      |        |
| 2020                     | Grêmio                   | PD/RS+A                  | 0+2        | 0          | CB              | 0               | 0               | CL                 | 0                  | 0                  | -           | -           | -           | 2      | 0      |        |
| 2021                     | Brasil de Pelotas        | PD/RS+B                  | 0+15       | 0+3        | CB              | 0               | 0               | -                  | -                  | -                  | -           | -           | -           | 15     | 3      |        |
| Totale Brasil de Pelotas | Totale Brasil de Pelotas | Totale Brasil de Pelotas | 19         | 3          |                 | 2               | 0               |                    | -                  | -                  |             | -           | -           | 21     | 3      |        |
| 2021-2022                | Celta Vigo B             | PDR                      | 30         | 7          | -               | -               | -               | -                  | -                  | -                  | -           | -           | -           | 30     | 7      |        |
| 2022-2023                | Castellón                | PF                       | 38         | 2          | CR              | 0               | 0               | -                  | -                  | -                  | -           | -           | -           | 38     | 2      |        |
| 2023-2024                | Levante                  | SD                       | 26         | 4          | CR              | 1               | 0               | -                  | -                  | -                  | -           | -           | -           | 27     | 4      |        |
| 2024-gen. 2025           | Levante                  | SD                       | 8          | 0          | CR              | 1               | 0               | -                  | -                  | -                  | -           | -           | -           | 9      | 0      |        |
| Totale Levante           | Totale Levante           | Totale Levante           | 34         | 4          |                 | 2               | 0               |                    | -                  | -                  |             | -           | -           | 36     | 4      |        |
| 2025                     | Vitória                  | PD/BA+A                  | 9+5        | 4+0        | CB              | 1               | 0               | CS                 | 3                  | 0                  | -           | -           | -           | 18     | 4      |        |
| Totale carriera          | Totale carriera          | Totale carriera          | 142        | 20         |                 | 5               | 0               |                    | 3                  | 0                  |             | -           | -           | 150    | 20     |        |

## Palmarès

### Club

#### Competizioni statali
- Campionato Gaúcho: 1

Grêmio: 2020